# Ben Vautier
Benjamin Vautier (Nàpols, 18 de juliol de 1935 - Niça, 5 de juny de 2024), més conegut com a Ben Vautier, va ser un artista plàstic niçard d'origen italià. La seva activitat el va portat a ser un agitador públic, crític d'art, poeta, fotògraf, pintor, decorador i editor de llibres. Va ser conegut també per la seva defensa dels pobles oprimits, sobretot les seves llengües i cultures, entre les quals la catalana i l'occitana: «No hi ha poble sense cultura ni cultura sense llengua», va escriure el 1984. Va estar casat amb Annie Vautier.

## Biografia
Benjamin Vautier va néixer a Nàpols el 1935, on va passar els primers cinc anys de la seva vida. De mare occitanoirlandesa i pare francosuís, l'artista va viure a Turquia, Egipte, Grècia i Itàlia. El 1949, Vautier i la seva mare es van traslladar a Niça. Amb quinze anys començà a treballar en una llibreria, i va ser aleshores que va decidir ser artista «perquè la bellesa sigui bella és imprescindible que escandalitzi o hagi escandalitzat». Temps després, començà a tenir amistat amb diversos artistes, sobretot amb els que passarien a formar l'anomenada «escola de Niça». Durant aquells anys va trobar-se amb Léo Fontan, Robert Malaval, Yves Klein i Arman. Deixà la llibreria i obrí una petita papereria, i després una botiga de discs d'ocasió. Un dia decidí transformar-la en una obra d'art, i per això va decorar la façana amb una immensa acumulació d'objectes heteròclits. A partir d'aleshores, la seva biografia és inseparable de la seva obra que va començar a mostrar a la galeria Laboratoire 32, posteriorment anomenada Galerie Ben Doute de Tout.
El 1959 es casà amb Jacqueline Robert, una gran entusiasta del nouveau réalisme, d'Yves Klein i de Marcel Duchamp, de qui es va divorciar al cap de pocs anys. Aquell any, Vautier va escriure una llarga carta a Daniel Spoerri, que més endavant esdevindria el primer manuscrit de la seva revista Ben Dieu. En aquella publicació, l'artista desenvolupà la seva teoria del nouveau art. El 1961 afirmà que sentia enveja de Piero Manzoni, que signava els seus excrements i li havia robat la idea de les escultures vivents. Un any després, la carta va donar fruits: l'artista fou convidat per Spoerri a la galeria Misfits Fair de Londres. És el moment dels Mail Art, en què es barregen poesia, apropiació i megalomania. Allà hi conegué George Maciunas, que li parlà de Fluxus i el convidà a unir-se al grup conegut pels seus happenings, sessions de teatre i concerts.
El 1964, viatjà a Nova York per a trobar-se amb George Brecha, ja que estava decebut del nouveau réalisme, que trobava massa comercial, i s'estimava més les idees de Fluxus. En tornar, fou convidat a participar en el festival d'expressió lliure de Jean-Jacques Lebel. El 1965 fou l'any de les «accions de carrer», publicà una revista que titulà Tot i distribuí els pamflets M'agrada i ataco. Continuà desenvolupant la seva idea dels poemes cal·ligrafiats en acrílic blanc sobre negre, amb elements propis dels còmics com Art is useless («L’art és inútil»). La seva cal·ligrafia senzilla i els seus cèlebres missatges curts i directes es convertiren en el seu tret més distintiu. El 1970, Ben Vatier va afirmar que somniava en ser un artista sense biografia. Immediatament després va admetre que era gairebé impossible, ja que l'art «és sempre ego».
Els anys 1980 portaren el minimalisme i l'art conceptual. La reacció de Vautier fou la figuració lliure, un moviment d'art figuratiu caracteritzat per la manca de respecte a les regles clàssiques, l'ús de materials heteròclits i els colors discordants. El 1995 el Museu d'Art Contemporani de Marsella va dedicar una exposició retrospectiva al seu treball. El 2005 va exposar el projecte La fi del món a la sala coneguda com «A cent metres del centre del món», de Perpinyà, nom inspirat en les paraules de Salvador Dalí. El 5 de juny es va suïcidar amb un tret al cap a la ciutat de Niça, poc després de la mort d'un atac de cor de la seva companya sentimental, Annie Vautier amb qui es casà l'any 1965.